# 若阿金·希薩諾
若阿金·希薩諾（葡萄牙語：Joaquim Alberto Chissano；1939年10月22日—）是一个莫三比克政治家，为莫桑比克的第二任總統（1986年—2005年）。他出生於葡萄牙殖民時期，参与过莫三比克獨立戰爭。2003年7月—2004年7月，兼任非洲聯盟主席。

## 外部連結
- Audio: Chissano discusses the need for debt relief 4 March, 2000 （页面存档备份，存于）.
- Joaquim Chissano: Democrat among the despots.

| 前任： 初設          | 葡屬東非總理 1974年9月－1975年6月                                 | 繼任： 職務廢除      |
| 前任： 薩莫拉·馬謝爾 | 莫三比克人民共和國 總統 莫三比克共和國 總統 1986年11月－2005年2月 | 繼任： 阿曼多·格布扎 |